# Artabotrys suaveolens
Artabotrys suaveolens là loài thực vật có hoa thuộc họ Na. Loài này được (Blume) Blume mô tả khoa học đầu tiên năm 1830.